# The Crying Game
Pour plus de détails, voir Fiche technique et Distribution.
The Crying Game, ou Le Cri des Larmes au Québec, est un film britannique de Neil Jordan, sorti en 1992.

## Synopsis
Près de Belfast, à une fête foraine, Jody (Forest Whitaker), soldat britannique, s'amuse en compagnie Jude (Miranda Richardson) qu'il vient de rencontrer. Un homme (Stephen Rea) les surveille discrètement. Il a envie d'aller plus loin avec elle. Elle l'attire dans un coin isolé, s'allonge et ils s'embrassent. Le mystérieux homme surgit armé d'un révolver et assomme Jody. Deux autres hommes arrivent, mettent un sac sur la tête de Jody et l'emportent en voiture dans une résidence isolée. Ils le séquestrent dans la serre, toujours avec le sac sur la tête et les mains attachées dans le dos. Jude arrive en moto, elle est leur complice et servait d'appât. Un des hommes annonce à Jody qu'il est prisonnier de l'Armée républicaine irlandaise (IRA), car un de leur camarade a été capturé par l'armée. Jody se lie avec son geôlier, Fergus. Lors d'une intervention de l'armée britannique, Jody est tué mais Fergus parvient à s'enfuir. Rescapé, il se réfugie à Londres et tente de commencer une nouvelle vie, mais il ne peut oublier Jody et la promesse qu'il lui a faite : retrouver sa compagne, Dil (Jaye Davidson).
Fergus part donc à la recherche de la mystérieuse Dil pour tenir sa promesse. La jeune personne qu'il rencontre le fascine et il en tombe éperdument amoureux, sans savoir que Dil est un travesti.

## Fiche technique
- Scénario : Neil Jordan
- Réalisation : Neil Jordan
- Photographie : Ian Wilson
- Musique : Anne Dudley et titre chanté par Boy George
- Costumes : Sandy Powell
- Producteur : Stephen Woolley (en)
- Distribution : Miramax Films
- Budget : 2 300 000 £
- Pays d'origine : Irlande, Royaume-Uni et Japon
- Langue : anglais
- Durée : 112 minutes

## Distribution
- Stephen Rea (VQ : Jean-Marie Moncelet) : Fergus « Fergy » / James « Jimmy », membre de l'IRA
- Jaye Davidson : Dil, coiffeuse
- Forest Whitaker (VQ : Bernard Fortin) : Jody, soldat britannique otage de l'IRA, compagnon de Dil
- Miranda Richardson (VQ : Marie-Andrée Corneille) : Jude, membre de l'IRA
- Adrian Dunbar (VQ : Benoit Rousseau) : Peter Maguire, membre de l'IRA
- Breffni McKenna : Tinker
- Joe Savino : Eddie
- Birdy Sweeney : Tommy
- Andrée Bernard : Jane
- Jim Broadbent (VQ : Mario Desmarais) : Col
- Ralph Brown (VQ : Marc Bellier) : Dave, amant violent de Dil
- Tony Slattery (VQ : Yvon Thiboutot) : Deveroux

Doublage québécois
- Studio : Cinélume [1]
- Direction artistique : Réal Picard
- Adaptation : ?

## Production

### Tournage
Le film a été tourné :
- À Dublin en Irlande
- À Spitalfields, Londres, Brick Lane en Angleterre
- Dans la banlieue de Prague en République tchèque

Deux conclusions ont été tournées et post-produites. La fin de la version commerciale se termine dans la prison où est enfermé, pour une longue peine, Fergus. L'autre fin, proposée, selon le réalisateur, aux producteurs pour obtenir le financement du film, fin plus ironique, évoque les retrouvailles entre Dill et Fergus avant un nouveau départ pour des congés de fin d'année. Ces deux fins sont données en bonus sur le DVD de la version américaine.

## Musique
Sauf indication contraire, les informations mentionnées dans cette section peuvent être confirmées par le générique de fin de l'œuvre audiovisuelle présentée ici, ainsi que par la base de données cinématographiques IMDb,  présente dans la section « Liens externes ».
- When a Man Loves a Woman par Percy Sledge.
- Baby Jump (en) par Mungo Jerry.
- Live For Today par David Cicero (en).
- Second Coming par Simon Boswell.
- The Crying Game (en) par Kate Robbins (en), par Dave Berry (en) et par Boy George.
- I Only Want to Be with You par Kate Robbins (en).
- (There'll Be Bluebirds Over) The White Cliffs of Dover par The Blue Jays.
- Let The Music Play par Carroll Thompson (en).
- Stand by Your Man par Lyle Lovett.

## Accueil

### Box office
Le film a fait 170 118 entrées dans les salles françaises .

## Distinctions

### Prix
- Oscar du meilleur scénario original pour Neil Jordan en 1993.